# خماسي الشعر
خماسي الشعر (الاسم العلمي: Pentacrinites)، جنس منقرض من زنبق البحر التي عاشت من الهتانجي إلى الباثوني في آسيا وأوروبا وأمريكا الشمالية ونيوزيلندا. سيقانها خماسية الشكل على شكل نجمة في التقاطع العرضي وهي الأجزاء الأكثر شيوعًا المحفوظة. يوجد خماسي الشعر بشكل شائع في سرير خماسي الشعر من العصر الجوراسي المبكر (Lias السفلى) في لایم ریجیس، دورست، إنجلترا.